# Веселокутська сільська рада (Арцизький район)
Веселоку́тська сільська́ ра́да — колишня адміністративно-територіальна одиниця та орган місцевого самоврядування в Арцизькому районі Одеської області. Адміністративний центр — село Веселий Кут.

## Загальні відомості
Веселокутська сільська рада утворена в 1967 році.
- Територія ради: 84,99 км²
- Населення ради: 2 108 осіб (станом на 2001 рік)
- Територією ради протікає річка Когильник

## Населені пункти
Сільській раді були підпорядковані населені пункти:
- с. Веселий Кут
- с. Роща

## Населення
Згідно з переписом 1989 року населення сільської ради становило 2409 осіб, з яких 1159 чоловіків та 1250 жінок.
За переписом населення 2001 року в сільській раді мешкало 2046 осіб.

### Мова
Розподіл населення за рідною мовою за даними перепису 2001 року:
| Мова       | Відсоток |
| ---------- | -------- |
| російська  | 78,7 %   |
| українська | 14,99 %  |
| грецька    | 3,46 %   |
| гагаузька  | 1,57 %   |
| молдовська | 0,76 %   |
| німецька   | 0,28 %   |
| білоруська | 0,05 %   |

## Склад ради
Рада складалася з 16 депутатів та голови.
- Голова ради: Штирбулов Іван Іванович

### Керівний склад попередніх скликань
| Прізвище, ім'я, по батькові | Основні відомості                                                         | Дата обрання | Дата звільнення |
| --------------------------- | ------------------------------------------------------------------------- | ------------ | --------------- |
| Штирбулов Іван Іванович     | Сільський голова, 1959 року народження, освіта вища, позапартійна         | 26.03.2006   | 31.10.2010      |
| Штирбулов Іван Іванович     | Сільський голова, 1959 року народження, освіта вища, член Партії регіонів | 31.10.2010   |                 |

Примітка: таблиця складена за даними сайту Верховної Ради України

### Депутати
За результатами місцевих виборів 2010 року депутатами ради стали:

#### За суб'єктами висування
| Суб'єкт висування            | Кількість обраних депутатів | %    |
| ---------------------------- | --------------------------- | ---- |
| Партія регіонів              | 12                          | 75   |
| Самовисування                | 2                           | 12,5 |
| Комуністична партія України  | 1                           | 6,3  |
| Соціалістична партія України | 1                           | 6,3  |

#### За округами
| № округу                     | Прізвище, ім'я, по батькові     | Дата визнання обраним | Освіта             | Партійна приналежність             | Відомості про обраного депутата                  |
| ---------------------------- | ------------------------------- | --------------------- | ------------------ | ---------------------------------- | ------------------------------------------------ |
| Комуністична партія України  |                                 |                       |                    |                                    |                                                  |
| 12                           | Вєлєв Микола Михайлович         | 03.11.2010            | вища               | член Комуністичної партії України  | сільська рада, землевпорядник                    |
| Партія регіонів              |                                 |                       |                    |                                    |                                                  |
| 1                            | Ліцкан Анастасія Олександрівна  | 03.11.2010            | вища               | член Партії регіонів               | пенсіонер                                        |
| 3                            | Пєткова Світлана Леонідівна     | 03.11.2010            | середня спеціальна | член Партії регіонів               | дитячий навчальний заклад, вихователь            |
| 4                            | Петров Петро Іванович           | 03.11.2010            | середня            | член Партії регіонів               | пенсіонер                                        |
| 5                            | Маго Василь Михайлович          | 03.11.2010            | середня            | член Партії регіонів               | тимчасово не працює                              |
| 6                            | Кімпіцька Поліна Опанасівна     | 03.11.2010            | середня спеціальна | член Партії регіонів               | фельдшерсько-акушерський пункт, акушерка         |
| 7                            | Дромашкова Алла Степанівна      | 03.11.2010            | вища               | член Партії регіонів               | пенсіонер                                        |
| 8                            | Ознобішина Тетяна Олександрівна | 03.11.2010            | вища               | член Партії регіонів               | сільська рада, рахівник — касир                  |
| 10                           | Стоянов Михайло Георгійович     | 03.11.2010            | вища               | член Партії регіонів               | Веселокутська школа, вчитель                     |
| 13                           | Стоянова Валентина Анатоліївна  | 03.11.2010            | вища               | член Партії регіонів               | Веселокутська школа, вчитель                     |
| 14                           | Сакали Тетяна Петрівна          | 03.11.2010            | вища               | член Партії регіонів               | Рощанська школа, директор                        |
| 15                           | Нєнов Петро Васильович          | 03.11.2010            | середня спеціальна | член Партії регіонів               | тимчасово не працює                              |
| 16                           | Карастан Іван Вікторович        | 03.11.2010            | вища               | член Партії регіонів               | Тарутінський РВ ГУМВС України, оперуповноважений |
| Соціалістична партія України |                                 |                       |                    |                                    |                                                  |
| 2                            | Гетманчук Людмила Михайлівна    | 03.11.2010            | середня            | член Соціалістичної партії України | тимчасово не працює                              |
| Самовисування                |                                 |                       |                    |                                    |                                                  |
| 9                            | Пітько Інна Ельбрусівна         | 03.11.2010            | середня спеціальна | позапартійна                       | сільська бібліотека, бібліотекар                 |
| 11                           | Гаврилова Анжела Дмитрівна      | 03.11.2010            | вища               | позапартійна                       | Веселокутська школа, вчитель                     |